# کریستین بکر
کریستین بکر (به انگلیسی: Christian Becker) (متولد ۱۹۷۲، کرفلد) یک تهیه‌کننده فیلم آلمانی‌تبار است. او به همراه استودیوی بزرگ آلمانی کنستانتین فیلم مالک شرکت رات پاک فیلم پروداکشن است.
از فیلم‌های که به عنوان تهیه‌کننده در آن نقش داشته می‌توان به آثاری همچون؛ آسمان سرخ خونین (۲۰۲۰)، ما شب هستیم (۲۰۱۰)، ویکی وایکینگ (۲۰۰۹)، مرگ کسب‌وکار من است عزیزم (۲۰۰۹)، موج (۲۰۰۸)، فرانسوی برای مبتدیان (۲۰۰۶) و ویکسر (۲۰۰۴) اشاره کرد.

## زندگی‌نامه
پس از سال‌ها کار در عرصه سینما، در سال ۱۹۹۴ در دانشگاه تلویزیون و فیلم مونیخ ثبت‌نام کرد و در آنجا بیش از ۱۵ فیلم کوتاه، تبلیغاتی و مستند از جمله فیلم‌های کوتاه «سفر اشتباه» و «زندگی مردگان» با کارگردانی دانشجویی را تولید کرد. او همچنین فیلم‌های فارغ‌التحصیلی مانند خنده بزرگ بنجامین هرمان را بر اساس داستان کوتاه هنری اسلسر و برنده اسکار دانشجویی کیرو (من می‌خواهم باشم…) اثر فلوریان گالنبرگر را تهیه کرد. هیچ دانش آموزی در تاریخ مدرسه فیلم مونیخ به اندازه کریستین بکر فیلم دانشجویی تولید نکرده‌است. در سال ۱۹۹۷، بکر اولین شرکت را به همراه شریکش توماس هابرل تأسیس کرد.